# خان أجري علي أباد
خان أجري علي أباد (بالفارسية: کاروانسرای آجری علی‌آباد) هي خان تاريخية تعود إلى عصر القاجاريون، وتقع في مقاطعة قم.